# Integrale Straffälligenarbeit
Die Integrale Straffälligenarbeit (InStar) ist ein Konzept der Landesjustizverwaltung Mecklenburg-Vorpommern zur Gestaltung der engen Zusammenarbeit des Justizvollzuges mit der Bewährungshilfe.
Dieser in der Vollzugsterminologie neue Begriff steht für eine neue Form und eine neue Qualität der verbindlichen Kooperation zwischen den in der Straffälligenarbeit tätigen ambulanten und stationären Institutionen. Typischerweise arbeiten diese Institutionen nacheinander und nicht aufeinander abgestimmt. Das wird durch das Übergangskonzept InStar überwunden, das eine Kooperation verbindlich vorschreibt. Der Begriff „integral“ verdeutlicht die Notwendigkeit des umfassenden Zusammenwirkens aller am Prozess Beteiligten. Seit dem 1. Oktober 2007 ist die Integrale Straffälligenarbeit in Mecklenburg-Vorpommern landesweit eingeführt.

## Ziel
Auf der Grundlage eines umfassenden Ansatzes beinhaltet das Konzept ein strukturiertes, koordiniertes und zielorientiertes Zusammenwirken aller im Bereich der Straffälligenarbeit tätigen staatlichen und privaten Institutionen. Diese arbeiten kontinuierlich und aufeinander abgestimmt mit den Betroffenen, um nach der Entlassung aus der Strafhaft deren Reintegration in das Gemeinwesen zu erreichen. Der Gefangene soll fähig werden, ein Leben ohne Straftaten zu führen (§ 2 StVollzG). In zeitlicher Hinsicht umfasst die Integrale Straffälligenarbeit den Zeitraum vom Beginn der Inhaftierung (einschließlich Untersuchungshaft) bis zur endgültigen Entlassung des Probanden aus dem strafrechtlichen staatlichen Sanktionssystem. Wesentliche Bestandteile sind die miteinander verknüpften Elemente der Unterstützung und Kontrolle.

## Schwerpunkt der Kooperation
Das Konzept implementiert an den Übergängen des ambulanten zum stationären Bereich der Strafvollstreckung ein verbindliches Kooperationssystem zwischen den Justizvollzugsanstalten und den Sozialen Diensten der Justiz. Im Haftaufnahmeverfahren fließen die Erkenntnisse des Bewährungshelfers zum Bewährungsverlauf des Probanden in die Vollzugsplanung ein. In der Entlassungsphase gibt die Justizvollzugsanstalt ihre Erkenntnisse aus der Zeit der Haft an den danach zuständigen Bewährungshelfer weiter.

### Aufnahmephase

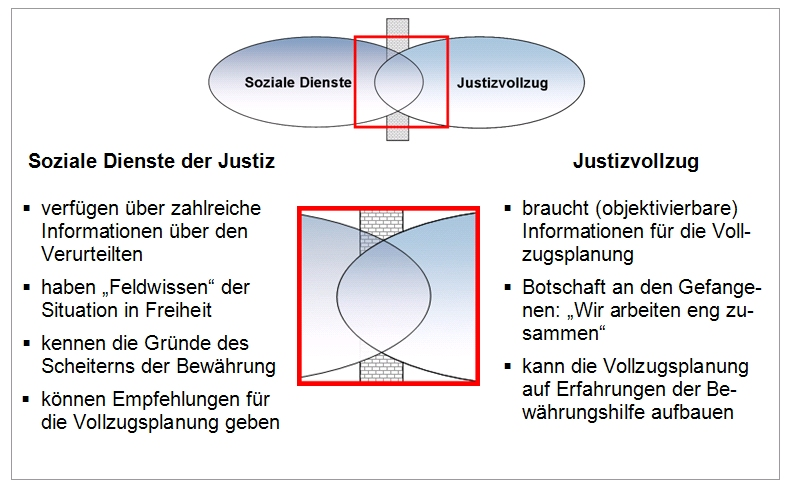
Schnittmengen in der Haftaufnahmephase

Bereits im Aufnahmegespräch klärt die Justizvollzugsanstalt, ob der Gefangene vor seiner Inhaftierung unter Bewährungs- oder Führungsaufsicht stand oder noch steht. Entbindet der Gefangene seinen früheren Bewährungshelfer von der Schweigepflicht gegenüber der Vollzugsanstalt, so teilt dieser seine Erkenntnisse und den Stand einzelner Maßnahmen mit, beispielsweise Angaben zur Erfüllung der Auflagen und Weisungen, zum Umgang mit Suchtmitteln, zur finanziellen Situation, zur Wohnungssituation sowie durch die in der Bewährungshilfe erhobene Daten zur Straffälligkeit. Die Vollzugsanstalt erhält somit ergänzende Informationen, die für eine planvolle Behandlung und für die Eingliederung nach der Entlassung notwendig sind (vgl. § 6 Abs. 2 StVollzG). Dabei handelt es sich nicht nur um eine Fortsetzung der während der Bewährungszeit eingeleiteten Maßnahmen. Es wird angesichts des negativen Verlaufes der Bewährungszeit kritisch geprüft, ob in der Haftzeit gegebenenfalls ergänzende oder alternative Maßnahmen zu ergreifen sind.
Durch die Kooperation werden die Möglichkeiten erweitert, den Übergang aus der Freiheit in den Vollzug zu begleiten. Insbesondere bei der aufeinander abgestimmten Diagnose der Risiken und Bedürfnisse des Verurteilten sowie der Auflösung bzw. Sicherung des Wohnraumes und der Unterstützung der Angehörigen bei der Bewältigung von Folgeproblemen der Inhaftierung erweist sich die Zusammenarbeit zwischen der Vollzugsanstalt und dem Bewährungshelfer vor Ort als hilfreich.

### Entlassungsphase

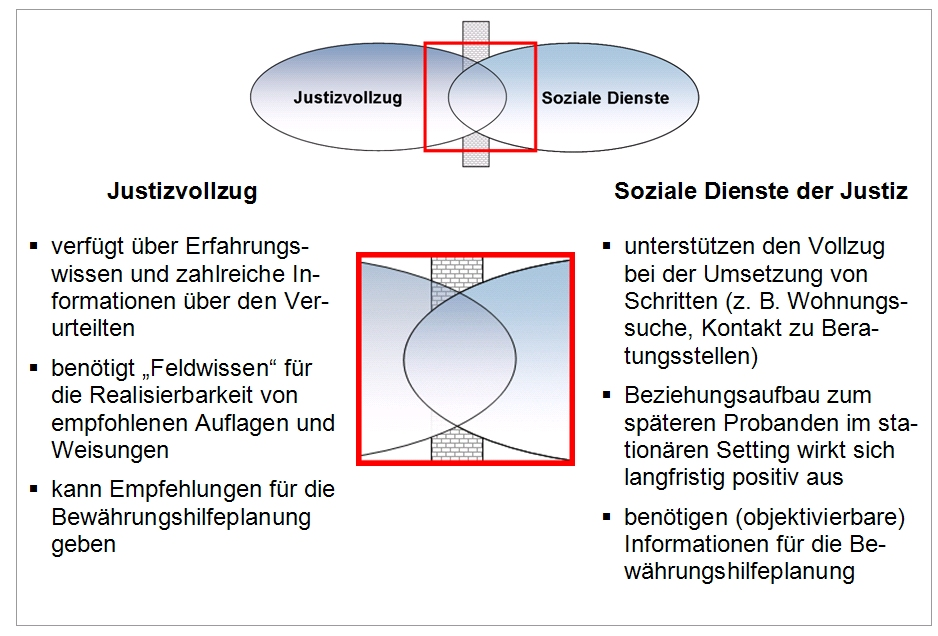
Schnittmengen in der Haftentlassungsphase

In der Literatur ist hinlänglich dargelegt worden, dass der Übergang aus dem Vollzug in die Freiheit erhebliche Anforderungen an die betroffenen Personen und die Fachkräfte stellt und durch eine koordinierte Begleitung unterstützt werden muss. Die Kooperation im Rahmen von InStar führt zu einer verbindlichen Einbeziehung des zukünftigen Bewährungshelfers in die Entlassungsvorbereitung der Anstalt.
Der Bewährungshelfer verfügt über konkretere Kenntnis des sozialen Netzwerkes vor Ort und ermöglicht eine realistische Entlassungsplanung unter Berücksichtigung der vorhandenen Möglichkeiten des sozialen Nahraums. Die Entlassung wird seitens der Anstalt geplant und mit dem Bewährungshelfer arbeitsteilig umgesetzt. Arbeitsteilige Umsetzung heißt, dass der Bewährungshelfer den Vollzug beispielsweise bei Vorschlägen von Auflagen und Weisungen der Wohnungssuche, der Klärung von Beratungs- und Therapiemöglichkeiten vor Ort und der Abklärung sozialer Bindungen unterstützt.

## Wissenschaftliche Erkenntnisse
Aus diversen Evaluationsstudien ist bekannt, dass eine geeignete Nachsorge die Wirksamkeit einer vorhergehenden (sozialtherapeutischen) Behandlung festigen kann und so die Rückfallgefahr mindert. Das Konzept der integralen Straffälligenarbeit stellt in der Entlassungsphase den Übergang in die Bewährungshilfe bzw. Führungsaufsicht entsprechend dem Prinzip „durchgehender Hilfen“ sicher. Untrennbar damit verbunden ist die Prüfung und möglichst die Überleitung in nachgehende (Betreuungs-)Angebote (forensische Ambulanz, Bewährungshilfe, sozialpädagogische Hilfsangebote der freien Straffälligenhilfe), um dadurch die Rückfallgefahr möglichst zu senken.